# Larry Wallis
Larry Wallis (19 maggio 1949 – 19 settembre 2019) è stato un chitarrista, cantautore e produttore discografico britannico che lavorava per l'etichetta Stiff Records. È stato un veterano della storia del rock e dell'hard rock (attivo già dalla fine degli anni sessanta) che ha lavorato con molti gruppi di primo piano.

## Biografia

### Gli inizi
Nel 1968 fondò i The Entire Sioux Nation, rimanendo con loro solo un anno.
Nel 1969 venne ingaggiato con Tim Taylor, da Steve Peregrine Took (ex T. Rex) e Mick Farren (ex The Deviants), nei Pink Fairies per sostituire Twink e Silver Darling. Cambiarono poi il batterista ed il nome in Shagrat.
Incisero tre album di prova e si prepararono a portare in tour il materiale, quando però le numerose defezioni lo spinsero ad andarsene, preferì unirsi ai Blodwyn Pig che in breve mutarono nome in Lancaster's Bombers (poi abbreviati in Lancaster). Comunque la band si sciolse nel settembre 1970.

### Anni '70
Nel 1972 passò agli UFO e dopo un tour in Europa, lasciò per sostituire Mick Wayne e tornare nei Pink Fairies. Dopo un album si separarono nel 1974 per poi riunirsi nel 1975 con l'aggiunta di Paul Rudolph, bassista proveniente dagli Hawkwind. Registrarono un album dal vivo che venne poi pubblicato nel 1982. La band divenne un trio e continuò così fino al 1976. Contemporaneamente prendeva parte ad una band in fase embrionale, i Motörhead; dopo un cambio alla batteria essi registrarono un album (On Parole), che rimase inedito per qualche tempo, per poi uscire quando i Motörhead divennero anni dopo, un gruppo di nome. La band divenne un quartetto ma nel 1976 Wallis comunque lasciò per dedicarsi solo ai Pink Fairies.
Nel 1977 dopo un'incisione di un singolo si divisero le strade del gruppo e nello stesso anno si ritrovò a suonare per un solo concerto con i Thin Lizzy di Phil Lynott in una strepitosa formazione composta da ben quattro chitarristi tra cui Gary Moore.
Fece un'apparizione nei The Takeaways, una band creata ad hoc per suonare alcuni pezzi in una compilation.
Nel 1978 accetta la proposta di suonare per i Mick Farren & The Good Guys, gruppo della sua vecchia conoscenza Mick Farren.
Successivamente nel 1979 si aggregò a Wayne Kramer (proveniente dagli MC5) che aveva bisogno di lui per una tournée nel Regno Unito.

### Anni '80
Nel 1982 decise infine di costituire un gruppo tutto suo, i Larry Wallis & The Death Commandos of Love. Nel 1984 fece risorgere il nome The Deviants con W. Kramer, M. Farren e George Butler alla batteria, incidendo un album dal vivo.
Nel 1987 ridiede vita ai Pink Fairies pubblicando un altro album, Kill'em & Eat'em.

### Anni '90
Nel 1991 il suo nuovo gruppo era i Redbyrds; al basso ingaggiò Phil Mitchell ex Dr. Feelgood il quale dopo l'incisione di un solo mini-album tornò nei Dr. Feelgood portandosi via molti pezzi scritti da Wallis, pezzi che vennero poi incisi in un album col suo permesso (appare sul disco dei Dr. Feelgood nei ringraziamenti).
Infine partecipò ad una tournée con gli The Stranglers con i quali registrò un buon disco dal vivo.

### Eventi recenti
Nel 2002 Wallis registra e pubblica il suo primo disco solista in assoluto, intitolato Death in the Guitarfternoon e che ha segnato il suo ritorno sulle scene musicali dopo un lungo tempo passato in silenzio.

## Discografia
Compilation
- 1972 - Glastonbury Faire (Pink Fairies)
- 1977 - A Bunch of Stiffs (The Takeaways)
- 1995 - What's in the Pub in 1996 (una traccia di Wallis, Touch and Go)

Album con i Pink Fairies/Deviants/Mick Farren
- 1973 - Kings of Oblivion -
- 1975 - Flashback (raccolta)
- 1977 - Screwed Up (EP prodotto da Wallis)
- 1978 - Vampires Stole My Lunch Money (prodotto da Wallis)
- 1982 - At the Roundhouse
- 1984 - Human Garbage
- 1987 - Kill 'em & Eat 'em
- 1991 - At the Roundhouse / Previously Unreleased
- 1998 - Fragments of Broken Probes, con Jack Lancaster, Andy Colquhoun
- 1999 - The Deviants Have Left the Planet, con Jack Lancaster

Album con Live Stiffs package:
- 1978 - Stiffs Live

Album con i Motörhead
- 1979 - On Parole

Album con On The Bench
- 1991 - Escape From Oil City

Album con i Redbyrds
- 1992 - Truth, Justice and a Wholesome Packed Lunch

Album con The Stranglers and Friends
- 1995 - Live in Concert -

Altri album prodotti da Larry Wallis
- 1977 - Wreckless Eric - A Louder Silence
- 1978 - Wreckless Eric - Wreckless Eric (Wallis suona la chitarra)